# Bundestagswahlkreis Lüdinghausen – Coesfeld
Der Bundestagswahlkreis Lüdinghausen – Coesfeld war von 1949 bis 1965 ein Wahlkreis in Nordrhein-Westfalen. Er umfasste den Kreis Lüdinghausen und den alten Kreis Coesfeld. Nach der Auflösung des Wahlkreises gehörte der Kreis Lüdinghausen seit 1965 zum Wahlkreis Lüdinghausen und der alte Kreis Coesfeld zum Wahlkreis Steinfurt – Coesfeld.
Der letzte direkt gewählte Wahlkreisabgeordnete war Heinrich Hörnemann (CDU).

## Wahlkreissieger
| Wahl | Name                      | Partei | Erststimmen |
| ---- | ------------------------- | ------ | ----------- |
| 1961 | Heinrich Hörnemann        | CDU    | 67,6 %      |
| 1957 | Hubert Schulze-Pellengahr | CDU    | 69,1 %      |
| 1953 | Hubert Schulze-Pellengahr | CDU    | 69,6 %      |
| 1949 | Hubert Schulze-Pellengahr | CDU    | 41,4 %      |

## Wahlkreisgeschichte
| Wahl      | Wahlkreisname              | Gebiet                             |
| --------- | -------------------------- | ---------------------------------- |
| 1949      | 39 Lüdinghausen – Coesfeld | Kreis Lüdinghausen, Kreis Coesfeld |
| 1953–1961 | 98 Lüdinghausen – Coesfeld | Kreis Lüdinghausen, Kreis Coesfeld |